# Vinyes Grosses
Vinyes Grosses és una masia de Sant Agustí de Lluçanès (Osona) inclosa a l'Inventari del Patrimoni Arquitectònic de Catalunya.

## Descripció
Edifici de planta rectangular, tres pisos i teula a doble vessant lateral a la façana. Fruit de diverses construccions, presenta la porta principal amb una gran arcada amb dovelles grosses sobre la qual es conserva una finestra amb llinda amb part d'una inscripció de la qual sols es llegeix el nom PERE VINYES. A la part lateral de la casa hi ha una finestra amb la llinda datada el 1613.
Al voltant de la casa hi ha diverses construccions annexes.

## Història
L'única data que es conserva és a una llinda de la finestra de la part del darrere de la casa: 1613.